# Eduardo Quisumbing y Arguelles
Pour les articles homonymes, voir Quisumbing.
Eduardo Quisumbing y Arguelles est un biologiste philippin, né en 1895 à Santa Cruz (Laguna) et mort en 1986.
Il reçoit son baccalauréat de Sciences Biologique à l’université des Philippines à Los Baños, en 1918 et son Master en Botanique en 1921. C’est à l’université de Chicago qu’il obtient un titre de docteur en taxinomie et morphologie végétales.
De 1920 à 1926, il est attaché à l’école d’agronomie de l’université des Philippines et de 1926 à 1928 à l’université de Californie. En 1928, il est botaniste systématicien et à partir de février 1934, chef de la division d’histoire naturelle du bureau scientifique de Manille puis directeur du Muséum national. Il travaille pour l’U.S. Navy à Guiuan, dans l’extrême sud de Samar où il récolte des spécimens de plantes. Il se retire en novembre 1961 tout en continuant à travailler à l’université Araneta. Quisumbing entreprend alors la restauration de l’herbier complètement dévasté durant la guerre.
Quisumbing fait paraître des articles sur la taxinomie et la morphologie, principalement des orchidées et est notamment l’auteur de Medicinal plants in the Philippines (Manille, 1951). Il reçoit diverses distinctions pour la qualité de son travail scientifique, dont le titre de scientifique national des Philippines.